# Luciano Federici
Luciano Federici (ur. 16 maja 1938 w Carrara, zm. 18 marca 2020 tamże) – włoski piłkarz. Były reprezentant takich klubów jak Carrarese, Cosenza Calcio czy AC Pisa 1909.
Federici zmarł 18 marca 2020 na COVID-19, podczas pandemii COVID-19 we Włoszech.